# Baskiska nationalistpartiet
Baskiska nationalistpartiet (baskiska: Euzko Alderdi Jeltzalea, förkortat EAJ; spanska: Partido Nacionalista Vasco, förkortat PNV; även benämnt EAJ-PNV) är ett baskiskt nationalistparti som grundades i Bilbao år 1895 av den baskiska journalisten Sabino de Arana y Goiri. De förespråkar baskisk nationalism och kristdemokrati. Partiet representerar det politiska centret. Partiet är en medlem i europeiska demokratiska partiet.
Det är (2012) det största politiska partiet i Baskien, med 27 ledamöter i Baskiens parlament. Därtill tillkommer en ledamot i Navarras parlament (inom koalitionen Nafarroa Bai), fem ledamöter i Spanska senaten och Deputeradekongressen, samt en ledamot i Europaparlamentet (genom samarbetet inom Coalición por Europa). Partiets Iñigo Urkullu är sedan 2012 regionpresident i Baskien.
I april 2024 vann partiet 27 ledamöter i Baskiens regionala parlament.